# Kanamori (Klan)

Wappen der Kanamori (Rückseitige Pflaumenblüte)

Die Kanamori (japanisch 金森氏, Kanamori-shi) waren eine alte Familie des japanischen Schwertadels (Buke), die sich von den Fujiwara ableiteten. Mit einem Einkommen von 20.000 Koku zählten sie zu den kleineren Fudai-Daimyō der Edo-Zeit.

## Genealogie
- Nagachika (長近; 1524–1608) diente Oda Nobunaga und dann Toyotomi Hideyoshi. 1585 wurde er beauftragt, die Provinz Hida zu unterwerfen. Dabei besiegte und tötete er Anenokōji Koretsuna (姉小路 自綱; 1540–1587), worauf er Hida erhielt und Takayama mit 38.000 Koku zu seiner Residenz machte.
- Yoshishige (可重; 1559–1616), ein Sohn Nagao Kagenagas, wurde von Nagachika als Erbe adoptiert. Er diente ebenfalls Nobunaga und dann Hideyoshi. Im Jahr 1600 schloss er sich jedoch Tokugawa Ieyasu an. Während des Ōsaka-Feldzuges 1615 verteidigte er die Burg Kishiwada in der Provinz Izumi und kämpfte dabei so gut, dass er alleine 208 Köpfe von Gegnern sammeln konnte. Yoshishige war berühmt für seine Kunst, die Tee-Zeremonie durchzuführen, die er von Sen no Rikyū erlernt hatte.

1692 wurden die Kanamori nach Kaminoyama (Provinz Dewa) versetzt, wo sie kurz auf der dortigen Burg residierten, bevor sie 1697 die Burg Gujō-Hachiman in der Provinz Mino mit 20.000 Koku erhielten.
- Yorikane (頼錦; 1713–1763) wurde wegen schlechter Amtsführung 1759 abgesetzt und den Nambu zum Hausarrest übergeben. Damit verlor die Familie ihren Rang als Daimyō.